# Konstantinos Tsilidis
Konstantinos „Kostas“ Tsilidis (griechisch Κωνσταντίνος «Κώστας» Τσιλίδης) ist ein griechischer Krebs-Epidemiologe von der Universität Ioannina.

## Ausbildung
Nach dem Masterabschluss in Public Health an der Universität Athen erwarb Konstantinos K. Tsilidis einen PhD in Epidemiologie an der Johns Hopkins Bloomberg School of Public Health unter Elizabeth Platz sowie einen Abschluss in Biostatistik bei Constantine Frangakis. Nach einer Postdoc-Zeit an der Universität Oxford (Professor Tim Key) erhielt er eine Professur in Ioannina.

## Forschung
Tsilidis hat Studien zu den genetischen Determinanten des Darmkrebs- und Prostatakrebs-Risikos auf Basis der EPIC-Studie sowie verschiedene Meta-Analysen zur Evidenz gesunder Ernährung veröffentlicht.